# Quinto Servílio Estruto Prisco
Quinto Servílio Estruto Prisco (em latim: Quintus Servilius Structus Priscus) foi um político da gente Servília nos primeiros anos da República Romana eleito cônsul por duas vezes, em 468 e em 466 a.C., com Tito Quíncio Capitolino Barbato e Espúrio Postúmio Albo Regilense respectivamente.

## Biografia
Quinto Servílio descendia da gente Servília e era filho de Quinto Servílio Prisco Estruto, mestre da cavalaria em 494 a.C, durante a secessão da plebe na ditadura de Mânio Valério Máximo.

### Primeiro consulado (468 a.C.)
Foi eleito em 468 pela primeira vez com Tito Quíncio Capitolino Barbato com apenas os votos dos patrícios, pois a plebe se recusou a participar da eleição.
A Quinto foi confiada a campanha contra os sabinos, que haviam saqueado duramente o território de Crustumério (em latim: Crustumerium), que chegaram até a Porta Colina, enquanto Tito Quíncio liderava a campanha contra os volscos e équos, que se aliaram contra Roma.
Em resposta ao ataque dos sabinos, Quinto Servílio enviou uma expedição que devastou o território deles e retornou com um butim ainda maior do que o conquistado pelos sabinos.

### Segundo consulado (466 a.C.)
Em 466, Quinto Servílio foi eleito novamente, desta vez com Espúrio Postúmio Albo Regilense. 
Em seu mandato, o Senador, baseado num reporte de Quinto Fábio Vibulano, segundo o qual os équos teriam violado os termos firmados no ano anterior, enviou os feciais para declarar guerra a eles. Os équos estavam ansiosos para combater, mas Roma, na realidade, não estava pronta para uma guerra, seja por que os deuses eram contrários ou por causa da grave epidemia que recaiu sobre a cidade. Todavia, com a ajuda dos aliados latinos, Quinto Servílio foi enviado à frente de um pequeno exército que tinha por objetivo proteger a fronteira com os équos.